# Nord’n’Commander
«Nord’n’Commander» — российский музыкальный проект, сформированный в 2001 году в Воронеже.
Группа не замыкается на каком-то одном определённом стиле, тем не менее, Nord’n’Commander строго придерживается нордических направлений в музыке: индастриал, blackened metal, архаичный фолк, готика, электро, дарквейв, funeral doom, а также активно использует аккордеон. С текстовой стороны Nord’n’Commander представляет собой преломление индоевропейских философий через призму конкретной личности, пытающейся противодействовать метастазам современного общества потребления.

## История
История коллектива началась в 2000 г. в Воронеже, когда Александр Ишутин создал техно-проект Вантит (древнее название города на территории современного Воронежа), к которому примкнули Вадим и Елена. Группа Вантит выпустила 2 демо-альбома («В Состоянии Холодного Лба» (2000) и «Солночь» (2001)), которые не были изданы и распространялись исключительно силами самих музыкантов.
В 2001 г. Вантит был преобразован в дуэт Nord’n’Commander, в который вошли Вадим и Александр.
Nord’n’Commander записал демо «God The Forestborn». В том же году был выпущен первый альбом «Sacred Spear Aftersounds» в стиле archaic folk / blackened metal. Музыка на «SSA» представляет собой индустриальный языческий blackened metal с элементами народной музыки. Тексты представлены на русском, немецком, английском языках и повествуют о воинственной стороне северного язычества.
В 2002 г. в двух версиях вышел альбом «Небесный Курган» (в английском варианте — «Heavenly Barrow»). Музыкальный стиль этого альбома — готик-рок / industrial — выражает идею современного индоевропейского города как центра пересечения стихий, города, живущего в гармонии с природой и Человеком-Творцом. Атмосфера, вокал, звучание клавиш в чём-то близки к готике; индастриал же отражен в звучании гитар и ударных. Первая песня альбома — «Sonnenmensch» — стала хитом. «Heavenly Barrow» был издан на шведском лейбле Irritum Records . На московском лейбле Ur-Realist Records  вышел сплит «Небесный Курган» / «Sacred Spear Aftersounds» под «самодостаточным» названием «Sapienti Sat».
В 2003 г. Nord’n’Commander записывает альбом «Maps Of The Shadow' Travelling» и его русскую версию «Карты Путешествия Тени». Стиль здесь — готик-рок / folk / electro. Эти альбомы по звучанию заметно «легче» предыдущих творений, при этом они включают все самое лучшее из них: готические вокалы и синтезатор из «Небесного Кургана» (2002) здесь переплетается с архаичными индоевропейскими гармониями из «Sacred Spear Aftersounds» (2001). Лирика здесь разнообразна: каждая песня — своеобразная «карта путешествия тени». Песни посвящены философии, психологическим практикам или европейским мифам.
На песню «Царь Пространства» был снят видеоклип.
В 2004 г. Nord’n’Commander возвращается к blackened metal и записывает альбом «Hermeneutics». Музыка напоминает «Sacred Spear Aftersounds», однако этот альбом более гармоничен и аккуратен. Nord’n’Commander повествует о путешествии души в параллельной гностической Вселенной. На этом альбоме впервые был использован исландский язык. Диск издан на лейбле More Hate Productions .
В 2005 г. в творчество Nord’n’Commander впервые врывается аккордеон. Рождается экспериментальный альбом под названием «Akkortheon», который был охарактеризован участниками проекта как quasi funeral doom. Демо из этого альбома оказалось засвечено на некоторых «думстерских» форумах под именем несуществующего проекта AKKORTHEON. В начале 2009 года альбом был издан лимитированным тиражом.
В 2006 г. Nord’n’Commander записывает второй «аккордеонный» альбом — «Vele». Некоторые песни по традиции представлены в двух вариантах, но англоязычная лирика преобладает. Корень «vel» обозначает переход между мирами. На этом альбоме музыканты рассказывают о душе, о Вселенной, а также звёздах и планетах как живых организмах бытия. Языческая составляющая лирики сохранилась, но перешла на более глубокий уровень. Стиль альбома — extreme accordion music. C помощью аккордеона и драм-машины участникам Nord’n’Commander удалось окончательно размыть границы между industrial, black metal, готик-рок и т. д. На песню «Over-Vele» был снят видеоклип.
Последний альбом в истории группы называется «Introjektion». Он был записан в 2007 г. Стиль музыки — industrial / darkwave. Интроекция — вбирания в себя образов окружающего мира, а иногда и насильственное внедрение в чужие образы. Тотальная Интроекция: Я — во Всём, Всё — в Я.
Вскоре после записи альбома «Introjektion» группа распалась.
В середине 2008 года группу подписывает воронежский лебл Casus Belli Musica . На лейбле выходят альбомы «Карты Путешествия Тени» и «Akkortheon», готовятся к изданию «Vele» и «Introjektion»(оба на конец 2012 года не изданы).
23 апреля 2009 года участниками группы было принято решение о роспуске проекта.

## Дискография
- 2001 — «God The Forestborn» (демо-альбом)
- 2001 — «Sacred Spear Aftersounds» (издан как сплит с альбомом «Небесный Курган» в 2003 году на UR-Realist Records под названием «Sapienti Sat»)
- 2002 — «Heavenly Barrow / Небесный Курган» (издан как сплит с альбомом «Sacred Spear Aftersounds» в 2003 году на UR-Realist Records под названием «Sapienti Sat», англоязычная версия увидела свет на лейбле Irritum Records)
- 2003 — «Maps Of The Shadow' Travelling / Карты Путешествия Тени» (русскоязычный вариант издан в 2008 году на Casus Belli Musica)
- 2004 — «Hermeneutics» (издан в 2005 году на More Hate Productions)
- 2005 — «Akkortheon» (издан в 2009 году на Casus Belli Musica)
- 2006 — «Vele»
- 2007 — «Introjektion»

## Состав
- Ишутин Александр — вокал, лирика
- Проскуряков Вадим — музыка, бэк вокал

## Сайд-проекты
Участник Проскуряков Вадим с 2004 года работает над своим проектом Aphotic Region, участвует в проектах Banewort, Obereit, Death Triumphant. Участник Ишутин Александр имеет сайд-проект Arkhitektonika.